# Shirley Verrett

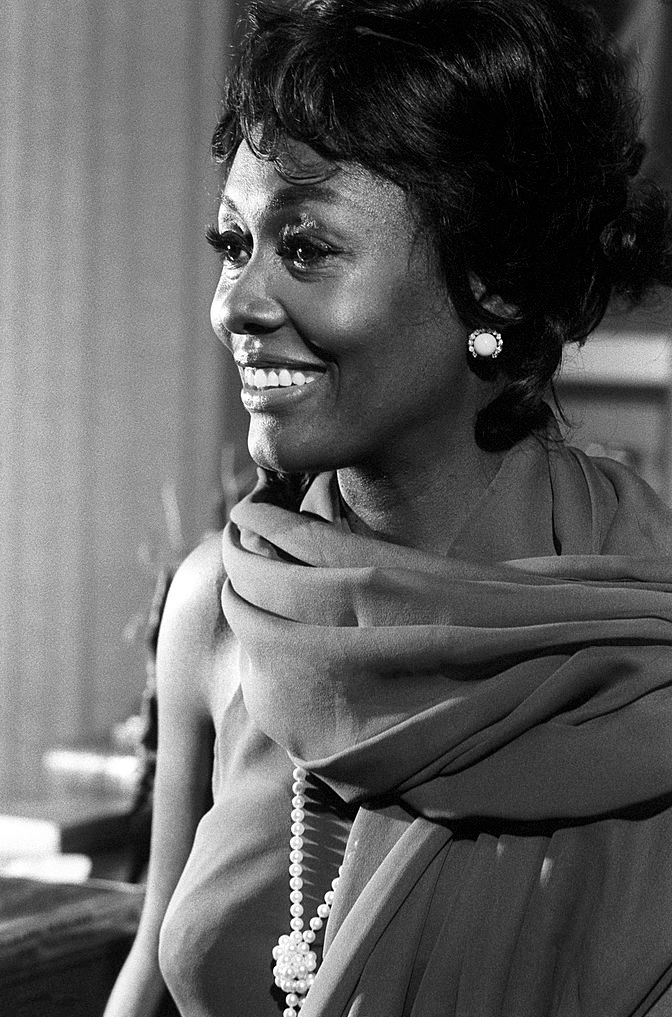
Shirley Verrett en 1975.

Shirley Verrett (Nueva Orleans; 31 de mayo de 1931-Ann Arbor, Míchigan; 5 de noviembre de 2010) fue una soprano estadounidense de relevancia internacional. Tía paterna de Durek Verrett.

## Trayectoria
De radiante presencia escénica y voz aterciopelada, fue una de las más importantes mezzosopranos (con incursiones en el registro soprano) de su generación, integrante del notable grupo de cantantes afroamericanos que gracias a la labor pionera de Marian Anderson triunfaron en ópera en la década de los años 1960 y 1970 junto a Leontyne Price, Grace Bumbry, Reri Grist y Martina Arroyo.
Considerada entre las mejores Carmen, Eboli, Lady Macbeth y Dalila del siglo XX.

## Inicios
Miembro de una familia afroamericana, devota de la Iglesia Adventista del Séptimo Día, demostró tempranamente aptitudes para el canto pero, no contó desde el principio con el apoyo de sus familiares.
Comenzó sus estudios musicales en Chicago con Anna Fitziu y luego continuó en la Academia Juilliard de Nueva York con Székély-Fresc. Debutó en Yellow Springs, Ohio, en 1957, en La violación de Lucrecia de Benjamin Britten.
Su carrera internacional comenzó en 1962, debutando en Spoleto en Carmen, que cantó también en el Teatro Bolshói de Moscú en 1963. Luego llegó su debut en el Royal Opera House de Londres, en el rol de Ulrica en Un ballo in maschera, interpretó además a Azucena de Il trovatore, Eboli de Don Carlos, Amneris de Aída, y Orfeo (Gluck).

## Plenitud
Debutó en el Metropolitan Opera de Nueva York, el 21 de septiembre de 1968, con Carmen, su rol más aclamado, y en el Palais Garnier en 1973, en el papel de Azucena.
A partir de los años setenta, sin abandonar las actuaciones de mezzo, fue incorporando a su repertorio roles de soprano dramática, especialmente Lady Macbeth en La Scala de Milán, en 1975 dirigida por Claudio Abbado y Amelia. Más tarde, interpretó Norma en San Francisco, Desdemona y Tosca en Boston. 
En 1990, cantó en la inauguración de la Ópera de la Bastilla de París donde fue particularmente valorada por sus interpretaciones del repertorio francés. Verrett fue una excepcional Dalila de Sansón y Dalila, Casandra y Didon de Los Troyanos(Les Troyens) de Berlioz, Margarita de La condenación de Fausto además de Elisabetta (Maria Stuarda), Adalgisa (Norma), Leonora (La favorita) y Santuzza (Cavalleria Rusticana).

## Retiro del escenario y enseñanza
Antes de retirarse, hizo su debut en Broadway en el musical Carrousel en 1994. En 1996, Shirley Verrett se unió a la Escuela de Música, Teatro y Danza de la Universidad de Míchigan como profesora de voz.
En 2003, publicó sus memorias, I Never Walked Alone (Nunca caminé sola), donde hablaba sobre el racismo al que tuvo que enfrentarse en el ambiente de la música clásica estadounidense.
Falleció en Ann Arbor, Míchigan, el 5 de noviembre de 2010 de insuficiencia cardíaca, tras una larga enfermedad, a los 79 años.

## Discografía referencial
- Beethoven - Symphony No. 9
- Bellini - Norma - con Beverly Sills
- Brahms - Alto Rhapsody
- Donizetti - Anna Bolena - con Beverly Sills
- Donizetti, Lucrezia Borgia, Orsini, Perlea (con Montserrat Caballé y Alfredo Kraus)
- Donizetti, La favorita, Queler.
- Puccini, Tosca, Tosca, DVD, Nueva York (1978 - Editado en 2010), (con Luciano Pavarotti y Cornell MacNeil)
- Falla - El Amor Brujo
- Gluck - Orfeo ed Euridice - Fasano
- Mahler - Symphony No. 3 - Leinsdorf
- Massenet - Arias; Chausson - Poeme de l'amour et de la mer
- Mendelssohn - Elijah - RCA LSC 6190 (LP)
- Rossini - Siege of Corinth - Schippers
- Saint-Saens, Sansón y Dalila, Davis, DVD, Londres (con Jon Vickers).
- Saint-Saens, Sansón y Dalila, Rudel, DVD, San Francisco (con Plácido Domingo).
- Verdi, Don Carlo, Eboli, Giulini.
- Verdi, Macbeth, Lady Macbeth, Abbado.
- Verdi, Requiem, Abbado.
- Verdi, Luisa Miller, Frederica, Leinsdorf.
- Verdi, Un ballo in maschera, Ulrica, Leinsdorf.
- Verdi - Il Trovatore
- Vivaldi - Sacred Music

- Great opera duets with Montserrat Caballe
- How great art Thou
- Recital of Spanish Songs
- Shirley Verrett in Opera
- Singin' in the Storm, colección de canciones de protesta y spirituals, 1966
- Carnegie Hall Debut, recital 1965

- Aida's Brothers and Sisters de Jan Schmidt-Garre and Marieke Schroeder, 1999, film.